# Rogeria germaini
Rogeria germaini är en myrart som beskrevs av Carlo Emery 1894. Rogeria germaini ingår i släktet Rogeria och familjen myror. Inga underarter finns listade i Catalogue of Life.

## Bildgalleri

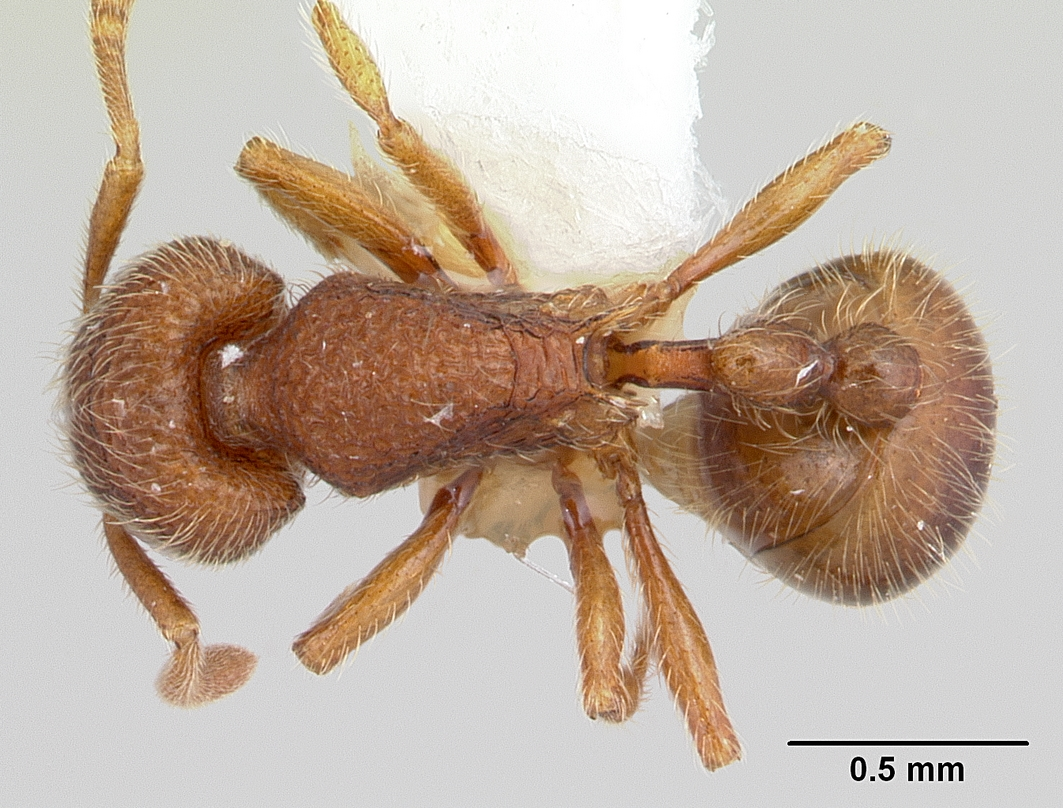
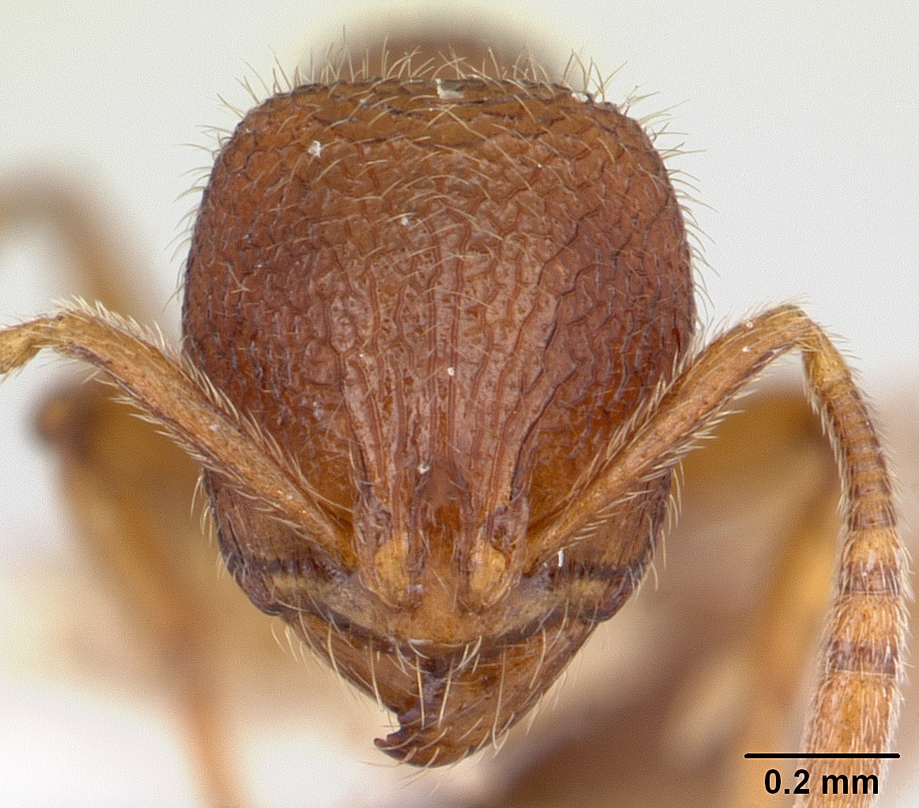
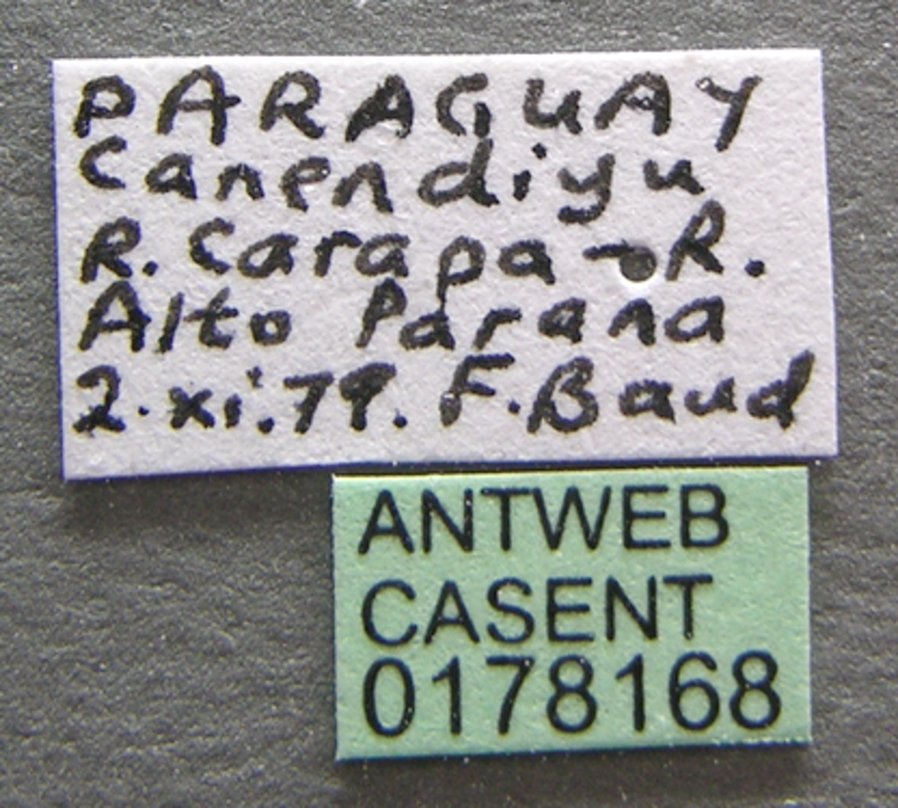
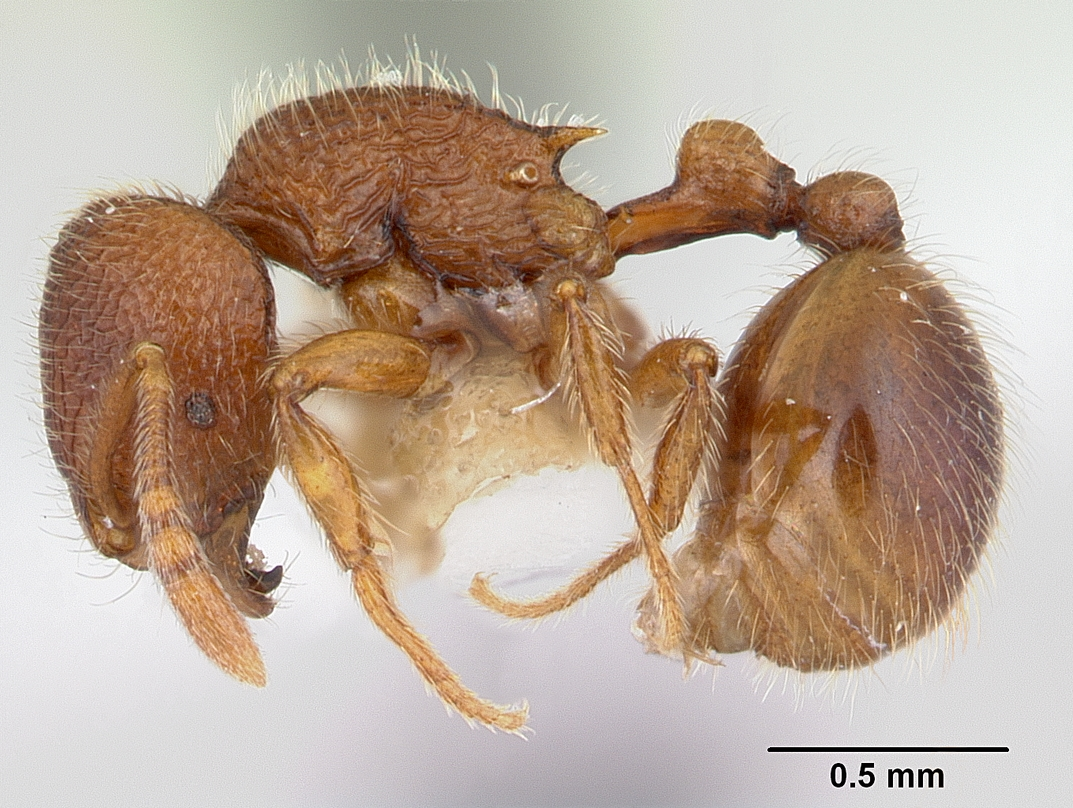